# Marcantonio Barbaro

Stemma della famiglia Barbaro

Marcantonio Barbaro (Venezia, 1518 – Venezia, 1595) è stato un politico e diplomatico italiano, al servizio della Repubblica di Venezia.

## Biografia

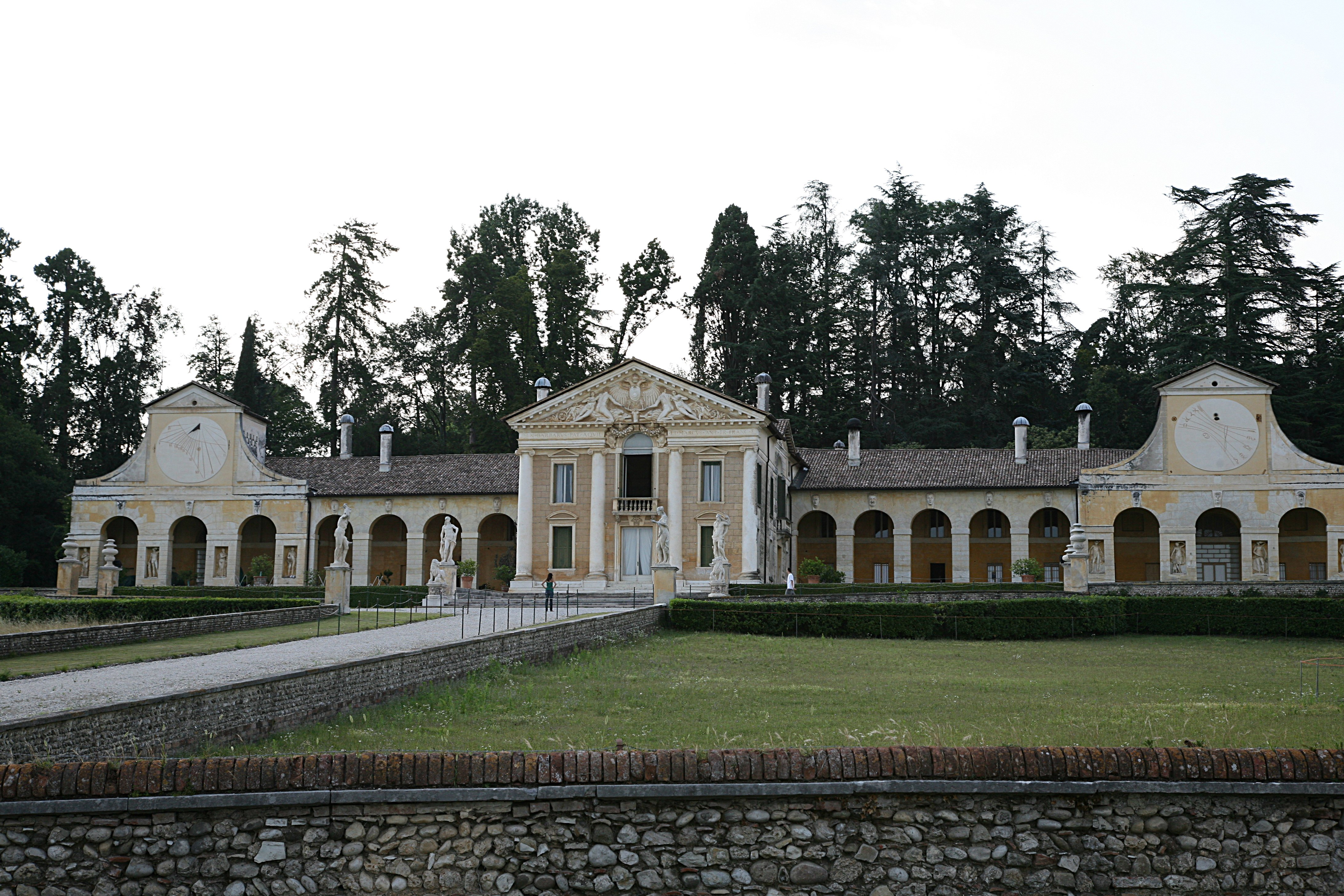
Villa Barbaro a Maser

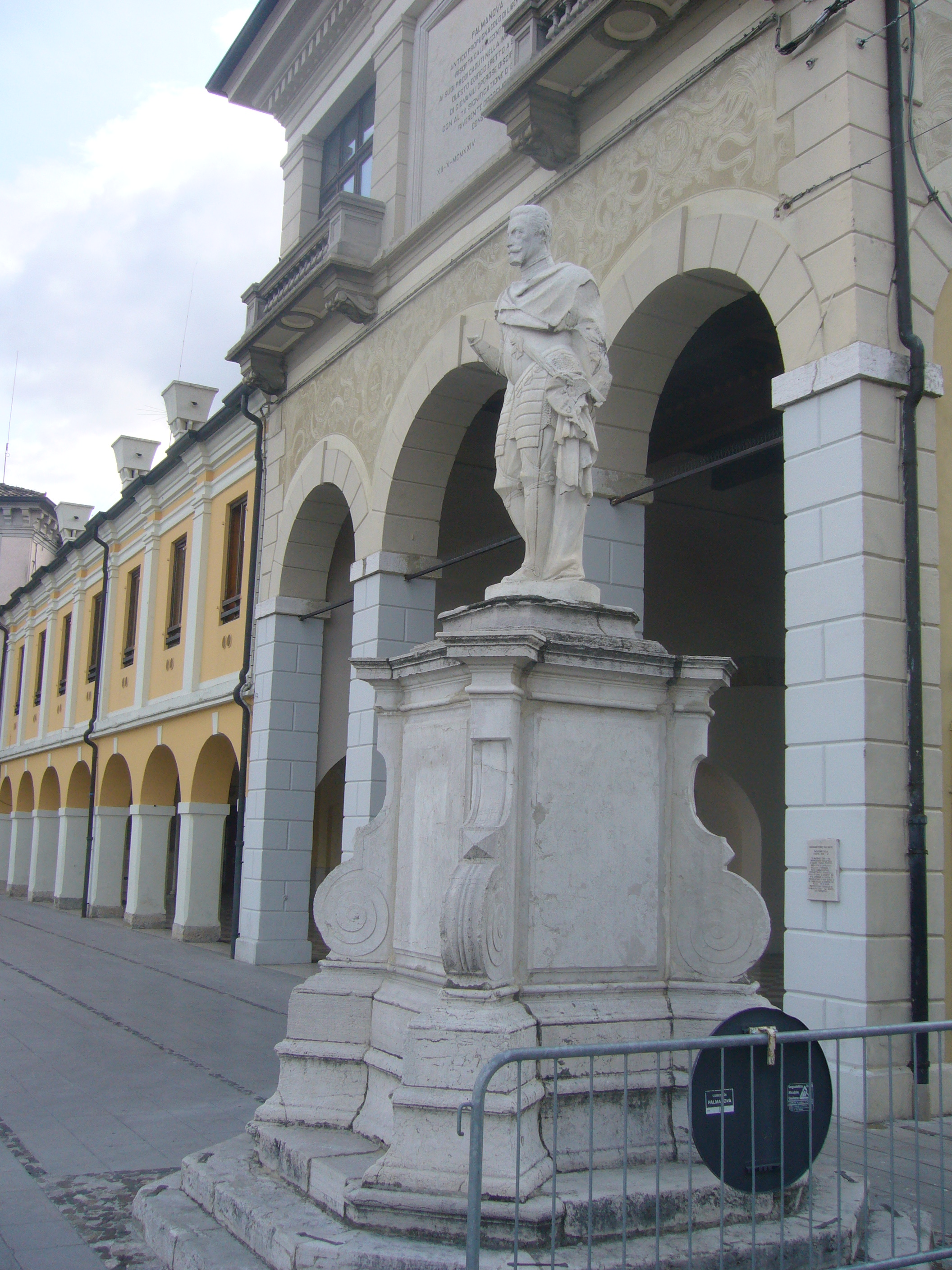
Marcantonio Barbaro, in qualità di Provveditore Generale di Palmanova.

Nacque a Venezia dalla famiglia patrizia Barbaro, una delle più influenti dell'epoca. Suo padre fu Francesco di Daniele Barbaro e sua madre Elena Pisani, figlia del banchiere Alvise Pisani e Cecilia Giustinian. Il fratello maggiore fu il religioso e umanista Daniele Barbaro.
Marcantonio studiò all'Università di Padova. Venne poi arruolato come diplomatico dalla Serenissima, prima in Francia, per poi diventare Bailo a Costantinopoli. Qui gli toccò il gravoso compito di negoziare il Trattato di Pace del 1573 che imponeva a Venezia la perdita di Cipro, malgrado la vittoriosa Battaglia di Lepanto avvenuta due anni prima. Nel 1574 Marcantonio ottenne la carica di Procuratore di San Marco e di Commissario ai confini del Friuli. Marcantonio fu anche il primo Provveditore Generale di Palmanova (1593-1594), nonché suo fondatore.
Alla morte del padre Francesco, Marcantonio ed il fratello maggiore Daniele Barbaro ereditarono, tra le altre cose, la villa di campagna della famiglia Barbaro a Maser, villa che i due fratelli, grazie alle proprie ricchezze, fecero ricostruire su progetto dell'architetto Andrea Palladio. Villa Barbaro è uno dei maggiori esempi di Villa veneta, cioè delle residenze di campagna e luoghi di villeggiatura dei nobili veneziani diffuse nel trevisano, vicentino e, nel veneziano, in particolar modo nella Riviera del Brenta dove sono concentrati alcuni autentici capolavori. Il complesso della villa, che comprende anche un tempietto palladiano, è stato inserito tra i patrimoni dell'umanità dall'UNESCO nel 1996.
Furono proprio i due fratelli Barbaro a suggerire il nome di Palladio per la realizzazione della Chiesa del Redentore a Venezia.
Marcantonio ebbe quattro figli da Giustina Giustinian; uno di essi, Francesco divenne Patriarca di Aquileia, mentre Alvise sposò Marietta figlia di Jacopo Foscarini.